# Tylogonus chiriqui
Tylogonus chiriqui es una especie de araña saltarina del género Tylogonus, familia Salticidae. Fue descrita científicamente por Galiano en 1994.
Habita en Panamá.